# Kirche Zweinaundorf

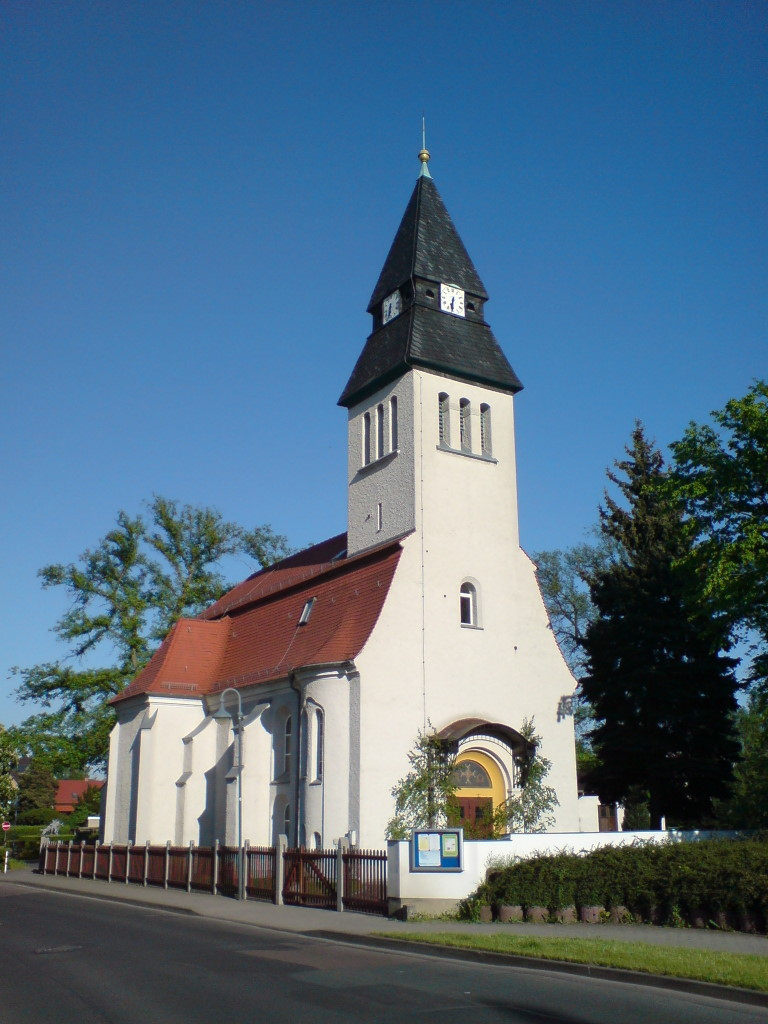
Kirche Zweinaundorf in Mölkau (2008)

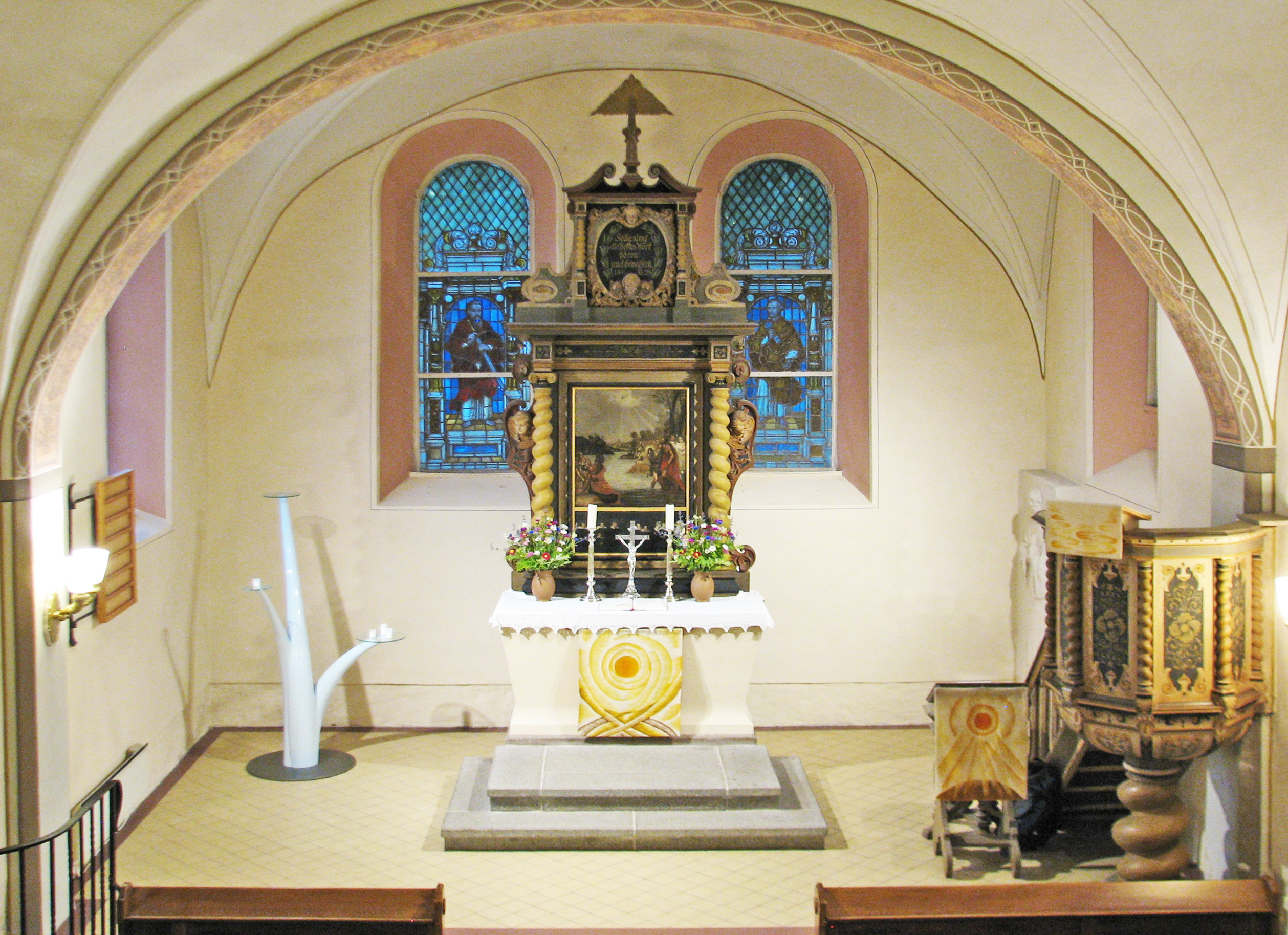
Blick von der Orgelempore

Die Kirche Zweinaundorf – auch Kirche Mölkau genannt – ist das Kirchengebäude der Evangelisch-Lutherischen Landeskirche Sachsens in Mölkau, einem Stadtteil am östlichen Stadtrand von Leipzig.
Die Saalkirche gehörte ursprünglich zum angrenzenden Rittergut Zweinaundorf. Ihr heutiges Erscheinungsbild mit einem im Jugendstil veränderten Innenraum entstand 1906. 1964 erfolgte eine aufgrund der DDR-Umstände spärliche Restaurierung. Bei der Rekonstruktion 2012 wurde eine Ausmalung nach alten Befunden vorgenommen.

## Geschichte und Entwicklung

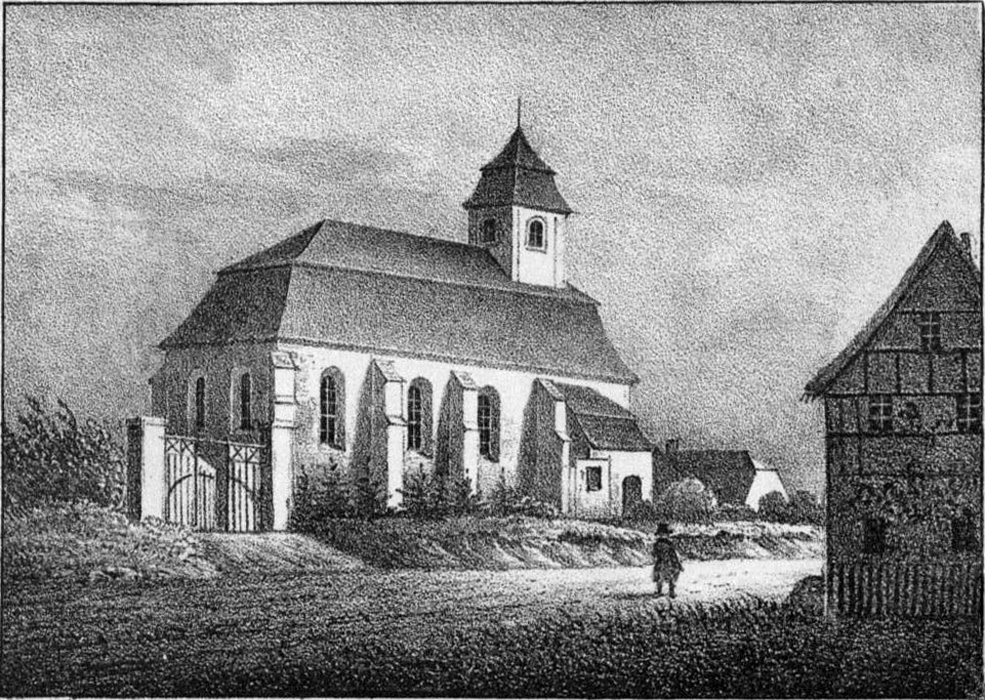
Kirche Zweinaundorf um 1844

Die Kirche Zweinaundorf im Stadtteil Mölkau ließ 1614 Johann Scipio errichten – als schlichten Sakralbau im nunmehr vereinten Zweinavendorff. Der Ort und auch die Kirche litten unter dem Dreißigjährigen Krieg, die Kirche wurde 1649 notdürftig repariert. Für einen eigenen Pfarrer fehlte das Geld – der Gutsherr veranlasste, dass die Kirche Zweinaundorf Filialkirche der Kirche Engelsdorf wurde.
1709 wurde die baufällige Kirche im Auftrag von Johann Friedrich Scipio erneuert, teilweise eingerissen und verändert wieder aufgebaut. Dabei wurde das alte Holzgebälk gegen ein steinernes Gewölbe ausgetauscht. Die Gutsbesitzer-Familie Wagner schaffte 1750 eine Glocke an. 1797 erhielten Kirche und Schule eine Stiftung von Hommels Erben als hypothekarisch gesichertes Kapital von 1000 Talern als Hommelsches Legat, dessen Zinsen für Schulfreistellen und zur Erhaltung der Kirche gedacht waren. Ein Schwiegersohn stiftete zusätzlich der Kirche 200 Taler und der Schule 150 Taler als Legat.
Die bis heute erhaltene Bauform des Sakralbaus und seine Innengestaltung entstand im Jahr 1906 auf Veranlassung von Rittergutsbesitzer Dr. Wilhelm Seeger-Kelbe.

## Bauwerk
Der Baukörper ist ein verputzter Bruchsteinbau. Der Kirchturm – ein Westturm auf quadratischem Grundriss – trägt ein spitzes Dach, das Kirchenschiff ein Mansarddach. Es gibt einen geraden Chorschluss mit Strebepfeilern.

### Innenausstattung

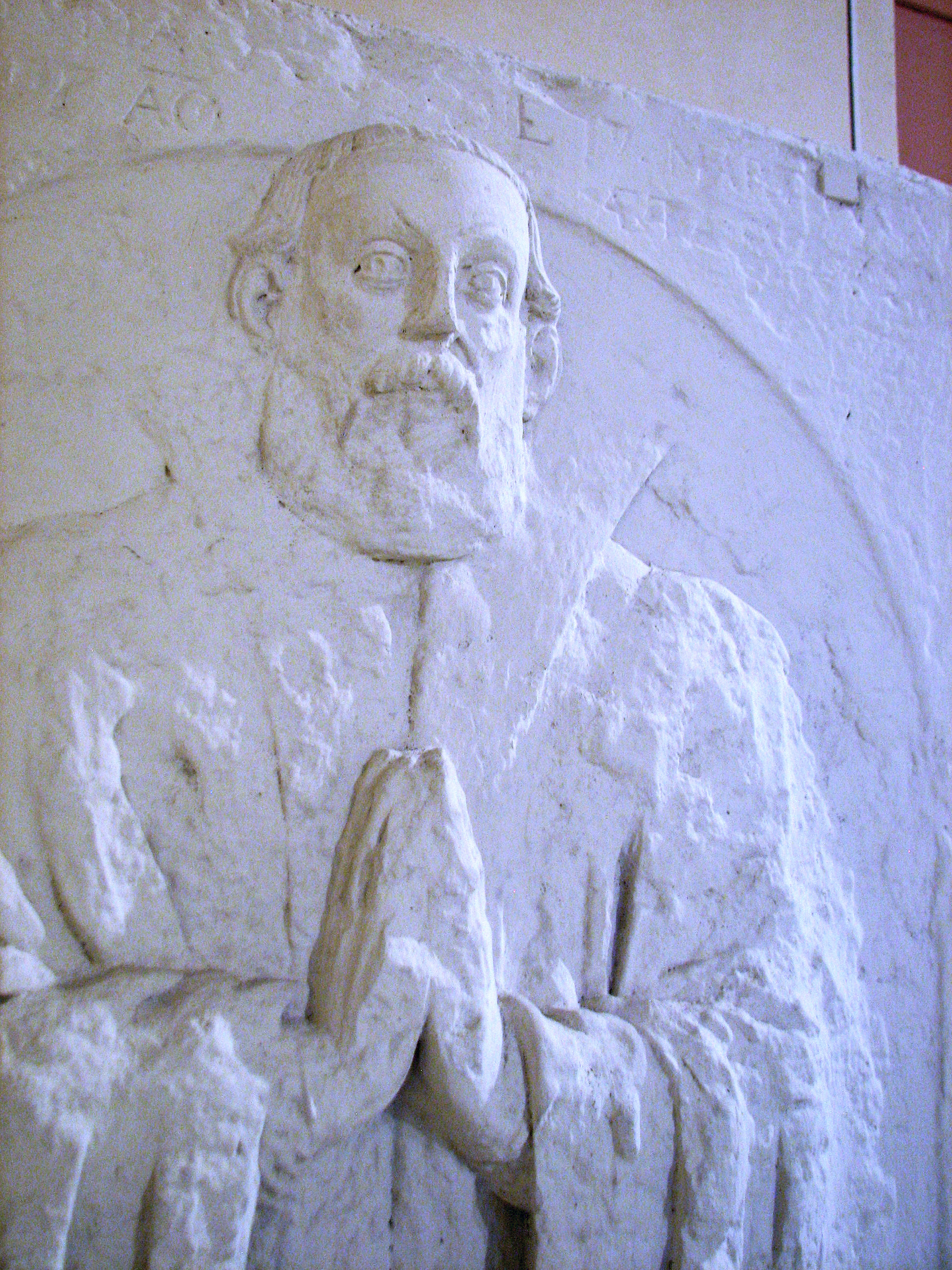
Epitaph von Alexander Alesius

Im Kircheninneren finden sich Kreuzgratgewölbe, Orgelempore sowie Buntglasfenster. Das Epitaph von Alexander Alesius von 1565 ist seit 1974 im Altarraum aufgestellt.

### Orgel

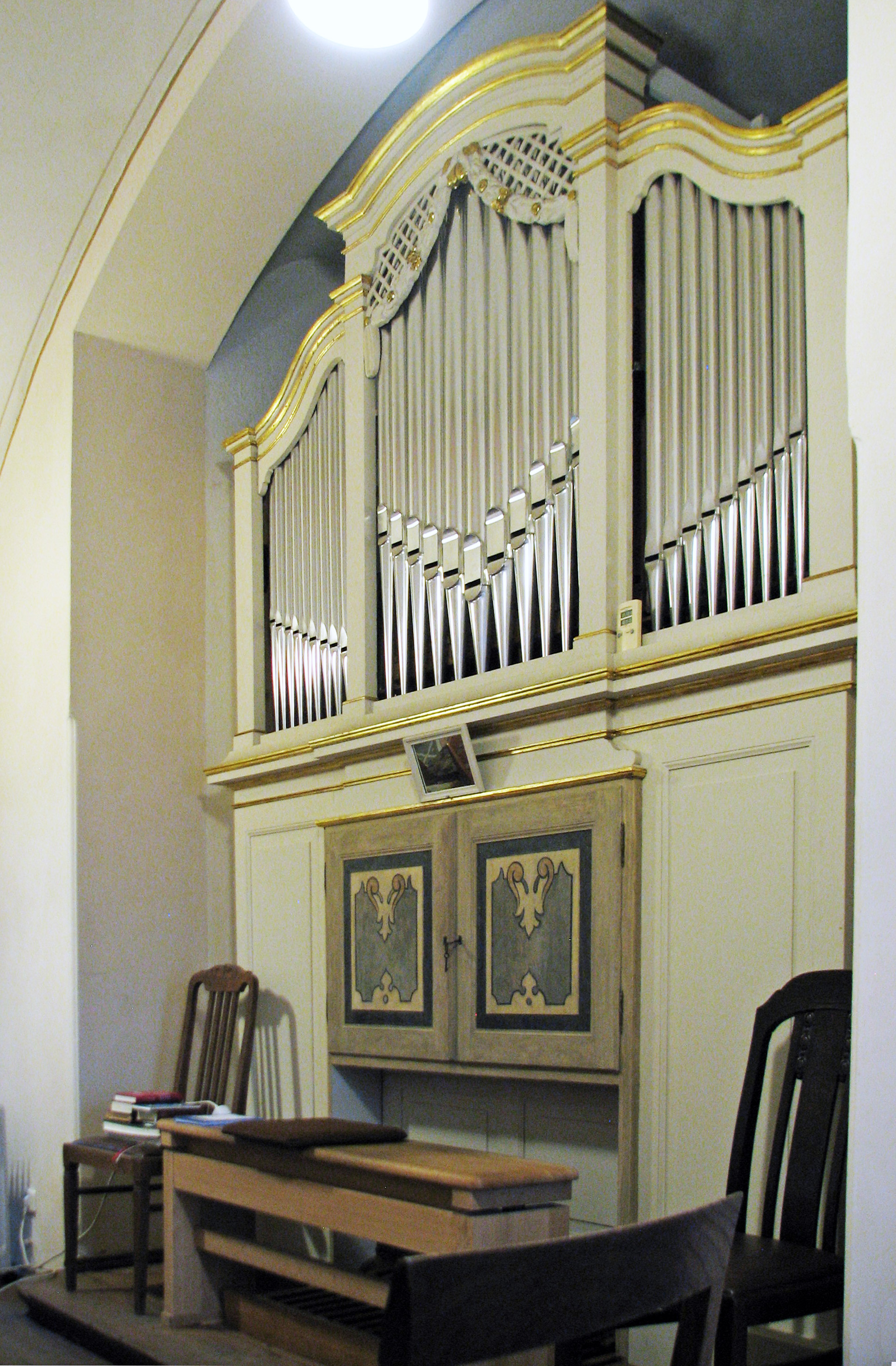
Orgel der Kirche Zweinaundorf (2023)

Nach verschiedenen Quellen wurde die Orgel 1863 oder bereits 1824 mit 12 Registern von Friedrich Ladegast erbaut. Neuere Forschungen zeigen dagegen, dass das Instrument als Opus 30 in der Werkliste Geißlers genannt wird und 1865 aufgestellt wurde, während es in Ladegasts Werkverzeichnis fehlt. Es wird spekuliert, dass Ladegast einen Auftrag erhalten, diesen aber nicht oder nicht selbst ausgeführt hat. Ob Geißler folglich als Subunternehmer Ladegasts arbeitete oder der Auftrag an ihn neu vergeben wurde, ist nicht bekannt.  Die Orgel mit einem Manual sowie Pedal wurde 1960 von Reinhard Schmeisser restauriert und letztmals im Jahr 2000 von Johannes Lindner aus Radebeul, der die ursprünglichen 9 auf 10 Register erweiterte.

## Kirchgemeinde
Seit 1. Januar 2021 gibt es das Alesius-Kirchspiel Leipzig mit der Genezarethkirchgemeinde Paunsdorf, der Kirchgemeinde Sellerhausen-Volkmarsdorf, der Kirchgemeinde Baalsdorf-Mölkau, der Kirchgemeinde Liebertwolkwitz, der Kirchgemeinde Holzhausen und der Kirchgemeinde Engelsdorf-Sommerfeld-Hirschfeld.

## Geistliche

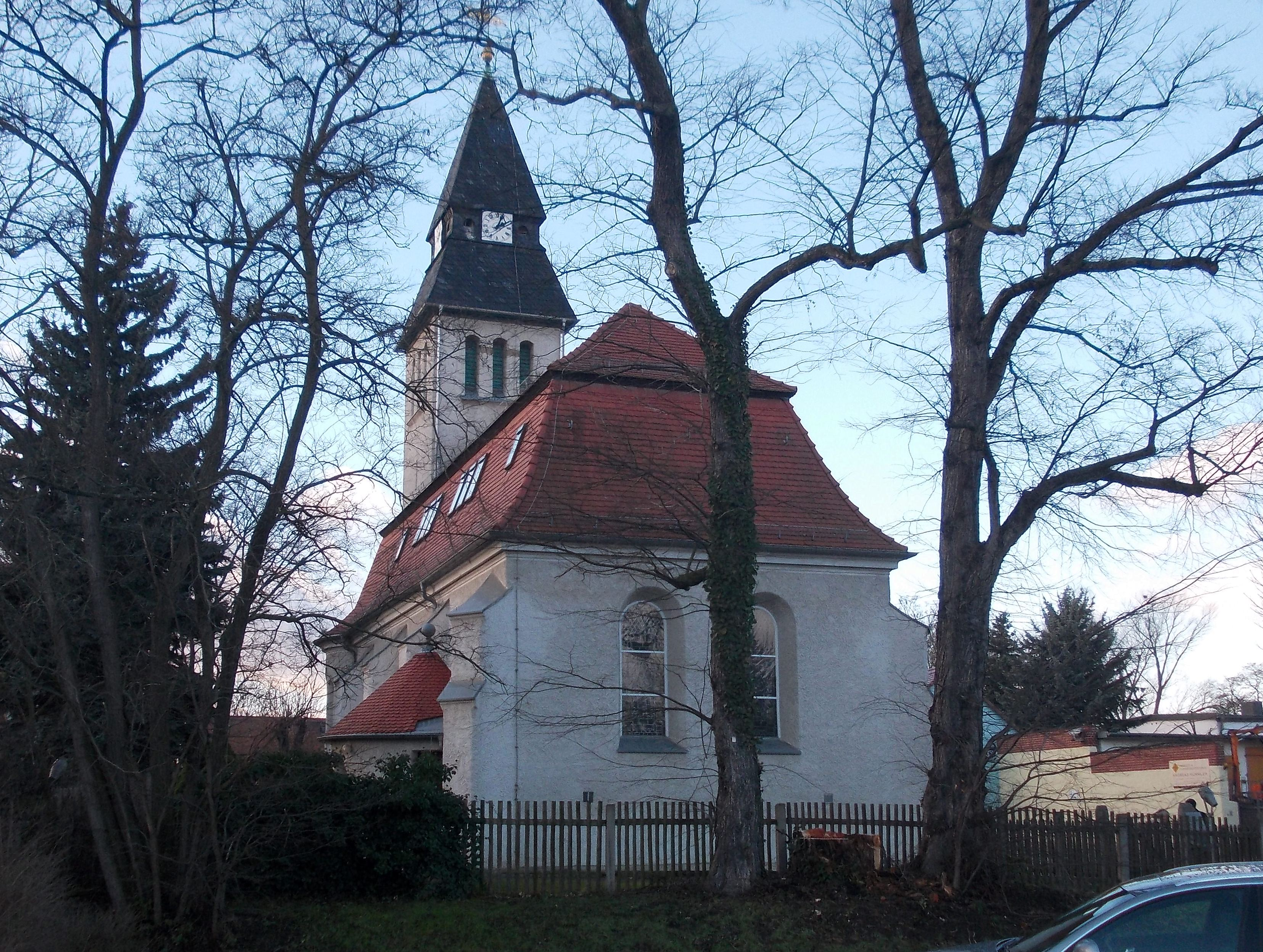
Rückansicht (2014)

Das Verzeichnis pfarrerbuch.de listet für die Kirche folgende Pfarrer auf: